# Red Hot Dollars
Red Hot Dollars è un film muto del 1919 diretto da Jerome Storm sotto la supervisione di Thomas H. Ince. La sceneggiatura di Julien Josephson si basa su un suo soggetto per il cinema. Distribuito dalla Famous Players-Lasky Corporation, il film aveva come interpreti Charles Ray, Gladys George, Charles Hill Mailes, William Conklin, Mollie McConnell.

## Trama
Peter Garton, il ricco proprietario della fonderia, ha un incidente in fabbrica ed evita la morte solo per l'intervento di uno degli operai, Tod Burke, che resta gravemente ferito. Garton se ne prende cura e quando Tod guarisce, decide di adottarlo, andando contro il parere di sua sorella Cornelia, una snob che considera il giovane non all'altezza della propria classe sociale. Tod si reca in automobile da Janet, la sua ragazza, ma Angus Muir, il padre di lei, lo manda via vietandogli di tornare a causa della faida che lo divide da Garton, l'uomo che lo ha rovinato quando Angus si è rifiutato di vendergli la propria piccola fonderia. Per aiutare finanziariamente i Muir, Ben - che ora ha un posto di responsabilità in fabbrica - assume Janet come stenografa. Ma Cornelia e Garton sorprendono i due giovani mentre stanno danzando insieme in ufficio e lui licenzia la ragazza. Tod, allora, se la prende con il milionario e se ne va via. Angus, venuto a conoscenza della cosa, vuole picchiare Garton ma Tod e Janet riescono a riconciliare i vecchi rivali che fanno finalmente la pace per amore di loro due.

## Produzione
Il film fu prodotto da Thomas H. Ince.

## Distribuzione

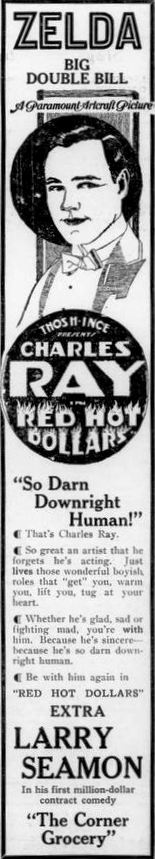
Pubblicità su The Duluth Herald

Il copyright del film, richiesto da Thomas H. Ince, fu registrato il 16 dicembre 1919 con il numero LP14561.

Distribuito dalla Famous Players-Lasky Corporation e Paramount-Artcraft Pictures, il film uscì nelle sale statunitensi il 28 dicembre 1919. In Francia, fu distribuito con il titolo Une leçon de one-step.
Copie complete della pellicola si trovano conservate negli archivi del George Eastman House di Rochester e in quelli del Gosfilmofond di Mosca.